# 梁培宽
梁培宽（1925年—2021年7月10日），生于京兆地方（今北京市），金陵大学、北京师范大学、北京大学肄业，原中国科学院生物物理研究所编辑部主任。

## 生平
1925年，梁培宽出生在京兆地方，父亲是哲学家梁漱溟，弟弟梁培恕。1933年，梁培宽随父母移居山东省邹平县。中国抗日战争爆发后，他们又搬到四川省川东道北碚，他在勉仁中学读书。1946年，梁培宽考入金陵大学园艺系，次年进入北京师范大学教育系，1948年回到勉仁中学出任教师。1949年，重庆市解放之后，梁培宽去了北京市，1950年考入清华大学生物系，1952年院系调整后进入北京大学生物系，1954年大学毕业后留校出任助教。1958年，梁培宽调到国务院科学规划委员会（今中华人民共和国科学技术部）政策研究室工作。文化大革命爆发后，梁培宽去五七干校劳动改造了3年半，之后进入中国科学院生物物理研究所编辑部，曾出任编辑部主任。晚年，梁培宽主要整理父亲梁漱溟的作品，出版了《梁漱溟往来书信集》。

## 家庭
1956年，梁培宽和张颂华结婚，张颂华曾在北京大学工作。

## 编著
- 梁漱溟. 梁培宽 , 编. . 上海市: 上海人民出版社. 2017. ISBN 9787208146082.